# عباس رنجبر
عبّاس رنجبر (زاده ۱ آبان ۱۳۴۰ در بروجرد) کارگردان سینما و تلویزیون اهل ایران است.

## فیلم‌شناسی
- بازی بزرگان ۱۳۶۹
- کنیز ۱۳۵۳
- تابستانی سرشار از محبت ۱۳۷۱
- ردپای دوست ۱۳۷۳
- به رنگ صدف ۱۳۷۵
- گوهر کمال ۱۳۷۷
- کوی دامون ۱۳۷۸
- گل بارون زده ۱۳۸۵
- بال‌های خیس ۱۳۹۱
- خط ۱۳۹۳[۱][۲][۳][۴]
- برنا ۱۳۹۵
- خط ۲ ۱۳۹۳[۵][۲]